# 三重県立あけぼの学園高等学校
三重県立あけぼの学園高等学校（みえけんりつ あけぼのがくえんこうとうがっこう　略称：あけぼの学園）は、三重県伊賀市川東に所在する公立の高等学校。

## 設置学科
- 総合学科
  - 製菓調理系列
  - 美容服飾系列
  - 情報教養系列
  - 健康福祉系列

## 概要
前身は伊賀高等学校。1998年に現在の学校名称に変更し、伊賀地区初の総合学科が設置された。
入試定員は80名。きめ細かい少人数教育を実施している。80名の定員は三重県内全域から学生を募集している。
県内の高等学校でも珍しく美容について学べるなど特色あるカリキュラムを実施している。2014年9月8日に、校内に美容室「Akebono hair」を設置し、住民向けに営業を行っている。

## 交通アクセス
名阪国道御代ICのすぐそばにある。近鉄大阪線名張駅及び桔梗が丘駅よりスクールバスを運行している。
- 伊賀鉄道伊賀線上野市駅下車、三重交通29系統新堂駅南口行きであけぼの学園前下車徒歩3分。
- JR西日本関西本線新堂駅下車徒歩15分[3]。

## 沿革
- 1948年9月1日 - 三重県上野南高等学校の定時制の西柘植分校として開設。
- 1949年4月1日 - 学区制実施により、三重県上野高等学校西柘植分校となる。
- 1955年4月1日 - 三重県立上野高等学校春日分校と改称。
- 1961年4月1日 - 全日制となる。
- 1968年4月1日 - 三重県立伊賀高等学校として独立。
- 1998年4月1日 - 三重県立あけぼの学園高等学校と改称、総合学科を設置。
- 2018年7月10日 - 2019年度から、三重県外から定員の5％を上限（合格者が募集人員に満たない場合は上限を超えることも可能）に入学を認めることを県教委が発表。

## 独自の教育システム
- 単位制 - 学年の枠にとらわれず、単位を、74単位以上を取得すれば卒業できる。
- 90分授業
- 2学期制
- 2010年（平成22年）度より自由選択科目群を実施。